# Пясечно
Пясѐчно (на полски: Piaseczno) е град в Централна Полша, Мазовско войводство. Влиза в състава на Варшавската агломерация. Административен център е на Пясеченски окръг, както и на градско-селската Пясеченска община. Заема площ от 16,22 км2.

## География
Градът се намира в историческата област Мазовия. Разположен е на 17 километра южно от центъра на Варшава.

## История
Селището получава градски права през 1429 година от княз Януш I Мазовски. В периода (1975 – 1998) е част от Варшавското войводство.

## Население
Населението на града възлиза на 42 295 души (2010). Гъстотата е 2 607,58 души/км2.

## Личности

### Родени в града
- Рафал Жемкевич – полски журналист и писател
- Роман Косецки – полски футболист, национал
- Бартош Сочко – полски шахматист, гросмайстор

## Градове партньори
- Община Упландс Весбю, Швеция
- Община Харку, Естония
- Новоград Волински, Украйна